# 4363 Sergej
A 4363 Sergej (ideiglenes jelöléssel 1978 TU7) a Naprendszer kisbolygóövében található aszteroida. Ljudmilla Vasziljevna Zsuravljova fedezte fel 1978. október 2-án.